# Tŏkhje Korejská
Princezna Tŏkhje Korejská (덕혜옹주) (25. května 1912 – 21. dubna 1989) byla poslední princeznou Korejského císařství.
Narodila se v Soulu v paláci Changdeok. Byla nejmladší dcerou císaře Kodžonga a jeho konkubíny, tehdy známé pod jménem Yang Gui-in. Po jejím narození udělil její otec jeho matce titul Boknyeong. Deokhye nebyla v Japonsku až do roku 1917 uznávaná jako princezna, protože nebyla dcerou královny. V roce 1917 bylo její jméno zapsáno do rodokmenu císařské rodiny.
Její otec, císař Gojong, ji velmi miloval a nechal pro ni vystavět palác Deoksu, který sloužil jako školka. Dívky jejího věku ze šlechtických rodin chodily do této školky společně s ní. V Koreji je Deokhye nazývána Deokhye Ongju, nikoliv po svém otci Gongju. Oslovení Gongju se používá pouze pro dcery královen a Ongju pro dcery konkubín.

## Mládí
Narodila se 25. května 1912 jako dcera Yang Gui-in (později paní Boknyeong) a císaře Gojonga, kterému v té době bylo 60 let. Nedostala žádné jméno, byla ignorována a vše bylo jakoby vůbec neexistovala. Dostala pouze přezdívku „BoknyeongDang“. V roce 1917 císař Gojong přesvědčil Terauchi Masatakeho, tehdejšího guvernéra Koreje, aby její jméno mohlo být uvedeno v rodokmenu rodiny a aby dostala náležitý titul princezny. V roce 1919 její otec tajně naplánoval zásnuby princezny Deokhye s Kim Jang-hanem, synovcem Kima Hwagjina, který byl dvorním komorníkem. Císař tím chtěl svou dceru ochránit před Japonskem, ale zásnuby byly kvůli japonskému zásahu zrušeny. Po selhání při zásnubách Kim Hwangjin nesměl vstoupit do paláce Deoksu a císař Gojong krátce poté zemřel (21. ledna 1919). V roce 1921 odešla na základní školu v Soulu.

## Život v Japonsku a dohodnutý sňatek
V roce 1925 byla poslána do Japonska, aby zde dokončila svá studia. Stejně jako její bratři navštěvovala školu Gakushuin. Byla popisována jako tichá, izolovaná a křehká dívka. Po zprávách o smrti její matky v roce 1929 dostala konečně povolení k navštívení rodné Koreji, aby se zde mohla zúčastnit jejího pohřbu. Nicméně jí nebylo povoleno účastnit se pohřbu ve slušném oděvu. Na jaře 1930 po zjištění jejího špatného psychického stavu (byla náměsíčná), se přesunula do paláce krále Leeho v Tokiu, kde pobýval její bratr, korunní princ Eun. Během tohoto období občasně zapomínala jíst a pít. Její psychiatr diagnostikoval její nemoc jako předčasnou stařeckou demenci; její věk tomuto onemocnění však neodpovídal. Nejspíše to byl výsledek špatné a zanedbané výchovy.
V květnu roku 1931, po „dohazování“ císařovny Teimei, se vdala za japonského hraběte Sō Takeyuki. O manželství bylo rozhodnuto již o rok dříve; její bratr proti němu protestoval a kvůli jejímu psychickému stavu byl sňatek neustále odkládán. Jakmile se ale uzdravila, sňatek byl ihned uzavřen. Společně s manželem měla dcerou Masae (v Koreji zvanou Jeonghye), kterou porodila v roce 1932. V roce 1933 se opět projevilo její špatné psychické zdraví a strávila mnoho let v různých lékařských zařízeních.

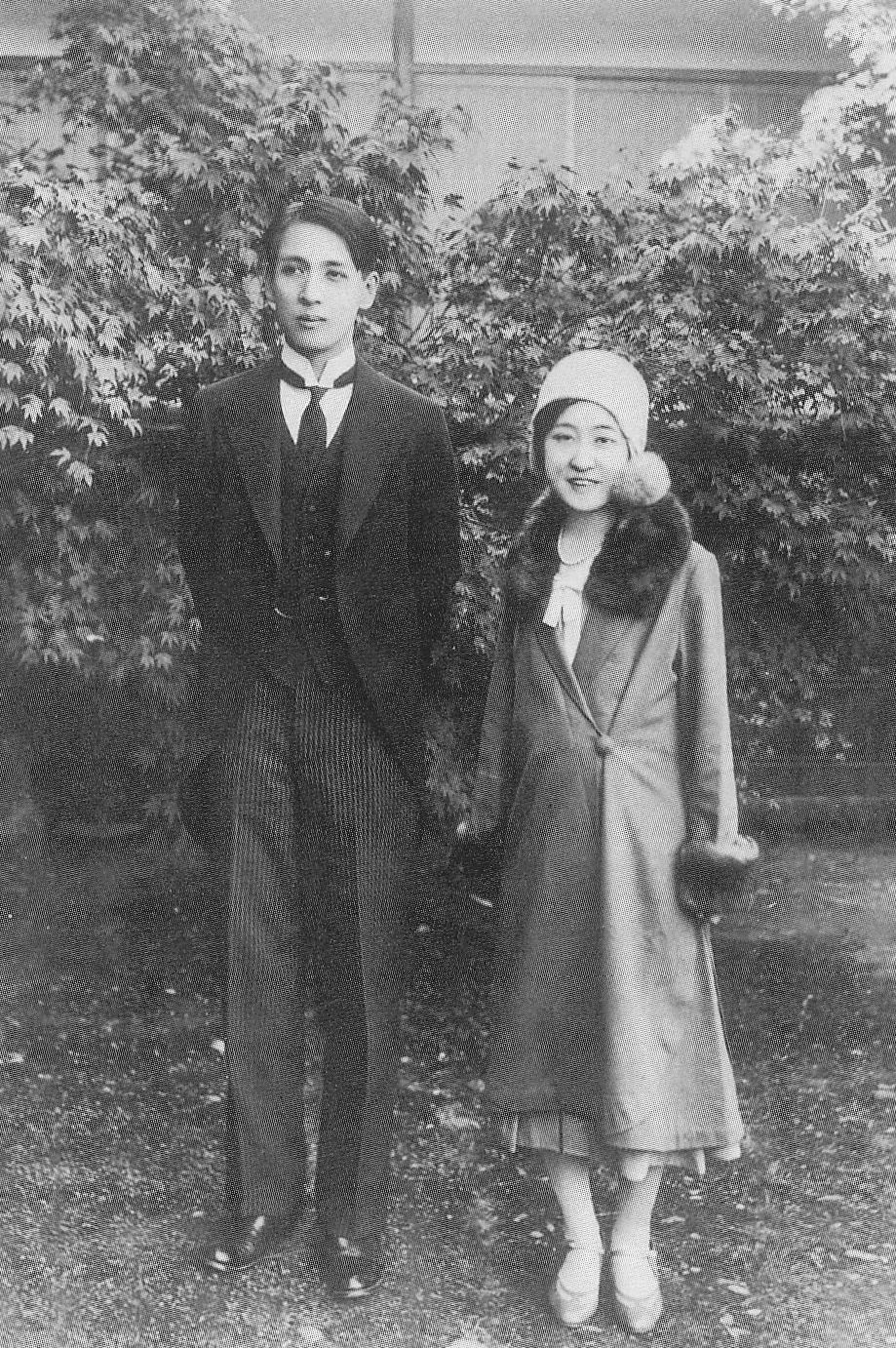
Princezna Deokhye a její manžel Takeyuki Sō v roce 1931

Po porážce Japonska ve druhé světové válce, Korea se stala opět nezávislou zemí a její manžel ztratil tituly a hodnost šlechtice. Jejich dohodnutý sňatek poté neměl dlouhého trvání a nakonec se po dlouhých soudních jednáních v roce 1953 rozvedli. Takeyuki So se poté v roce 1955 znovu oženil s Japonkou Yoshie Katsumura. Kvůli předešlému nešťastnému manželství přišla Deokhye o svou jedinou dceru, o které od roku 1956 nejsou žádné záznamy. Nejspíše spáchala sebevraždu kvůli stresu z rozvodu jejích rodičů. Mohlo to být také výsledkem dědičnosti mentální poruchy po matce.

## Návrat do Koreji
Deokhye se do Koreji vrátila díky pozvání jihokorejského parlamentu v lednu roku 1962, po dlouhých 37 letech. Nejdříve korejský parlament její návrat odmítal kvůli tomu, že byla poslední pokrevní příbuznou z bývalé monarchie a prezident Lee Seung nechtěl vyvolat politický chaos. Nakonec jí pobyt byl povolen, jelikož na následnictví již neměla právo. Když se vracela do své rodné země, velmi plakala, a i přes její horšící se zdravotní stav si na svou zemi dokázala vzpomenout. Spolu se svým bratrem a jeho potomky se usadili v paláci Changdeok. Zemřela v dubnu roku 1989 a byla pohřbena v Namyangju nedaleko Soulu.